# Kaya (alimento)
La kaya ((TL) : matamís sa báo, matamís na báo; (ID) : seri kaya, srikaya; (MS) : kaya; (VI)  : ca dé, bahn gan; (TH)  e (LO)  : sangkhaya; (KM)   sankiah) è un dolce tipico delle cucine del Sud-est asiatico a base di latte di cocco, uova e zucchero. A seconda della ricetta, può avere la consistenza di una marmellata o di una crema. Kaya è un termine proprio delle lingue malese e indonesiana, e prende nomi diversi negli altri paesi della regione.

## Storia
Le origini della kaya non sono chiare, si è ipotizzato che sia stata introdotta nella regione dai portoghesi quando conquistarono il Sultanato di Malacca nel XVI secolo, in particolare dai discendenti dei portoghesi che si stanziarono in quel paese. Buona parte della kaya del Sud-est asiatico è molto simile al doce de ovos, la tradizionale crema dolce all'uovo della cucina portoghese.

## Diffusione

### Indonesia, Malaysia e Singapore
Il termine kaya significa "ricco" in lingua malese, in riferimento al gusto di questo dolce molto popolare in Malesia, Singapore e Indonesia, dove viene chiamata anche srikaya. In questi paesi è di solito una composta dolce a base di latte di cocco, zucchero e tuorlo d'uovo. Vi sono due varietà, quella aromatizzata con estratto di foglie di pandanus e quella con zucchero caramellato. Tra le diversi varietà locali vi sono la nyonya kaya, di un colore verde più chiaro, e la kaya hainanese, di colore marrone scuro con zucchero caramellato e ulteriormente dolcificata con miele. 
Il colore può variare a seconda delle uova usate, dalla quantità di pandanus e da come lo zucchero viene caramellato. Viene di solito consumata al mattino spalmata sul pane tostato, che prende il nome kaya toast, ma si mangia a tutte le ore del giorno. Si trova normalmente nelle caffetterie locali (kopitiam) e nei mercati notturni.
In Singapore, Malaysia e Indonesia viene anche usata come ingrediente per la preparazione di alcuni dessert a base di riso glutinoso, tra cui il pulut taitai, dove viene colorata di blu con l'aggiunta di fiori di Clitoria ternatea, il pulut seri muka, colorata di verde con le foglie di pandan, e il kuih seri kaya.

### Filippine
Nelle Filippine prende diversi nomi tra cui matamís sa báo, matamís na báo o minatamís na báo, il cui significato è "noce di cocco dolcificata". Si differenzia dalle kaya di altri paesi per l'utilizzo come dolcificante di zucchero di canna o di melassa, e soprattutto perché non si mette l'uovo, dando luogo a un composto più simile a uno sciroppo che a una crema. Si spalma di solito sul toast o sul pane locale (pandesa), o usata come ripieno del locale pane dolce pan de coco. Viene pestata insieme al riso glutinoso per ottenere il popolare dessert kalamay. Una versione meno densa fatta con latte di cocco è il latik, usato come sciroppo in molti dolci filippini.

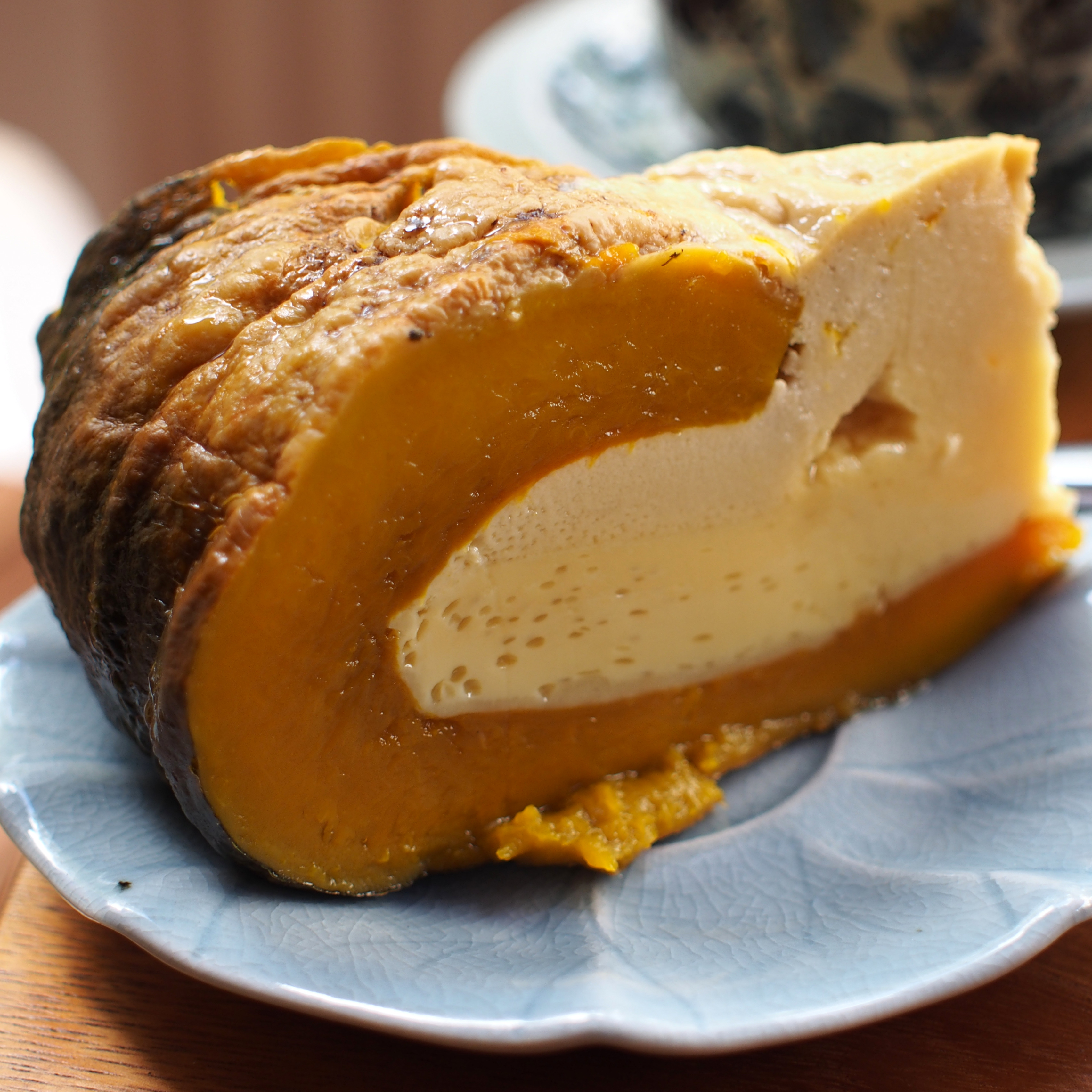
Sangkhaya fakthong

### Thailandia e Laos
In Thailandia e in Laos, dove prende il nome sangkhaya, vi sono due tipi di kaya, la meno densa è simile a quelle di Malesia e Indonesia e di solito si spalma su toast oppure viene intinta con pane scaldato al vapore. Quella più densa ha la consistenza di una crema e viene usata come ingrediente per vari dessert tra cui la sangkhaya fakthong (sangkhaya con zucca, chiamata sangkhaya maryu in Laos), il khao niao sangkhaya (kaya su riso glutinoso), sangkhaya maphrao (servita in una noce di cocco) e, introdotti più recentemente, la sangkhaya chayen al tè con latte e la sangkhaya durian al durian.